# Número triangular

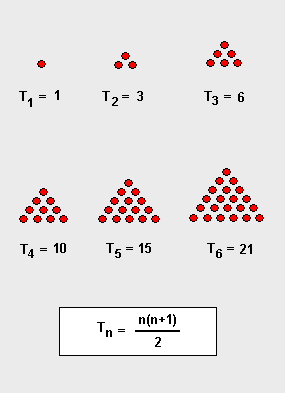
Os primeiros seis números triangulares.

Um número triangular é um número natural que pode ser representado na forma de um triângulo equilátero. O n-ésimo número triangular pode ser visto como o número de pontos de uma forma triangular com lado formado por n pontos, o que equivale à soma dos primeiros n números naturais.
A sequência dos números triangulares (sequência A000217 na OEIS), começando pelo 0-ésimo termo, até o 40-ésimo é:
0, 1, 3, 6, 10, 15, 21, 28, 36, 45, 55, 66, 78, 91, 105, 120, 136, 153, 171, 190, 210, 231, 253, 276, 300, 325, 351, 378, 406, 435, 465, 496, 528, 561, 595, 630, 666, 703, 741, 780, 820...
Tal conceito é utilizado de maneira mais generalizada em progressões aritméticas.

## Fórmula
Em geral, o n-ésimo número triangular é dado por:{\displaystyle T_{n}=\sum _{k=1}^{n}k=1+2+3+\dotsb +(n-2)+(n-1)+n={\frac {n(n+1)}{2}}={n+1 \choose 2}}
A primeira equação pode ser demonstrada por uma prova visual. Para cada número triangular {\displaystyle T_{n}},imagine um arranjo de objetos correspondente ao número triangular e que forme metade de um quadrado, como na figura ao lado.

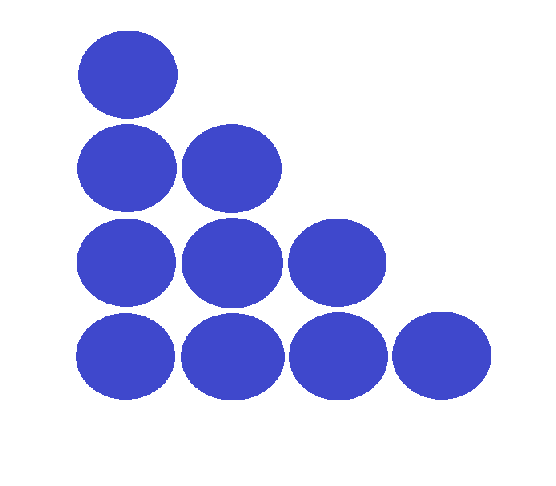
Exemplo de arranjo de objetos formando metade de um quadrado.

Ao se criar uma cópia esse arranjo e juntá-la ao original, forma-se uma figura retangular com o dobro de objetos e de dimensões {\displaystyle n(n+1)}, que também é o número de objetos na figura. Evidentemente, o número triangular sempre equivalerá à metade do número de objetos do retângulo, ou seja:
{\displaystyle T_{n}={\frac {n(n+1)}{2}}}
Segue o exemplo para {\displaystyle T_{4}}:
{\displaystyle 2T_{4}=4(4+1)=20} (soma dos pontos amarelos e verdes) implica {\displaystyle T_{4}={\frac {4(4+1)}{2}}=10}

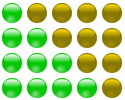
Retângulo formado pelo quarto número triangular (soma dos pontos verdes) e sua cópia.

A primeira equação também pode ser demonstrada usando-se o  princípio da indução. Primeiro, verifica-se a validade da equação para n = 1:
{\displaystyle T_{1}={\frac {1(1+1)}{2}}=1}
Depois, assumindo a veracidade da hipótese para n = (n-1), verifica-se a validez para n = n para  a confirmação a tese.
{\displaystyle T_{(n-1)}={\frac {[(n-1)+1](n-1)}{2}}={\frac {n(n-1)}{2}}=\sum _{k=1}^{(n-1)}k}
{\displaystyle T_{n}=\sum _{k=1}^{n}k=\sum _{k=1}^{(n-1)}k\,+\,n={\frac {n(n-1)}{2}}\,+\,n={\frac {n^{2}+\,n}{2}}={\frac {n(n+1)}{2}}}
É dito que Carl Friedrich Gauss encontrou essa relação em sua juventude. Independentemente da veracidade da história, Gauss não foi o primeiro a lidar com números triangulares; alguns pensam que seus estudos remontam à época dos pitagóricos no século V a.C. a partir de seus estudos com números figurados.

## Relação com outros números figurados
Os números triangulares tem uma variedade de relações com os número figurados.
- De forma simples, a soma de dois números triangulares consecutivos resulta em um número quadrado:{\displaystyle T_{n}+T_{(n-1)}=\overbrace {\frac {n^{2}\,+\,n}{2}} ^{T_{n}}\,+\,\overbrace {{\frac {(n-1)^{2}}{2}}\,+\,{\frac {n-1}{2}}} ^{T_{(n-1)}}={\Biggl (}{\frac {n^{2}}{2}}\,+\,{\frac {n}{2}}{\Biggr )}\,+\,{\Biggl (}{\frac {{}n^{2}}{2}}\,-\,{\frac {n}{2}}{\Biggr )}\,=n^{2}\,={\Bigl (}T_{n}-T_{(n-1)}{\Bigr )}^{2}}

Alternativamente, o mesmo fato pode ser demonstrado visualmente:
6 + 10 = 16                              10 + 15 = 25    

Um quadrado cujo lado é um número triangular pode ser dividido em quadrados e meios-quadrados cujas áreas formam cubos. Isso prova que o quadrado do n-ésimo número triangular é igual à soma dos primeiros n cubos.

- Existem infinitos números que são concomitantemente triangulares e quadrados, como, por exemplo, 1, 36, 1225. Alguns deles podem ser obtidos de forma recursiva a partir de:

{\displaystyle S_{(n+1)}=4S_{n}(8S_{n}+1)}com {\displaystyle S_{1}=1.}
- Todos os números que são triangulares e quadrados podem ser encontrados através da forma recursiva:

{\displaystyle S_{n}=34S_{(n-1)}-S_{(n-2)}+\,2}com {\displaystyle S_{0}=0} e  {\displaystyle S_{1}=1.}
- Além disso, o quadrado do n-ésimo número triangular é a soma dos cubos dos inteiros 1 a n.  Isso pode ser expressado como:

{\displaystyle \sum _{k=1}^{n}k^{3}={\Biggl (}\sum _{K=1}^{n}k{\Biggr )}^{2}.}
- A soma dos primeiros n números triangulares é o n-ésimo número tetraédrico, que tem como fórmula:

{\displaystyle {\frac {n(n+1)(n+2)}{6}}.}
- De modo mais geral, a diferença entre o n-ésimo número poligonal {\displaystyle P(s,n+1)}e o n-ésimo número poligonal {\displaystyle P(s,n)}resulta no (n-1)-ésimo número triangular.

{\displaystyle P(s,n+1)-P(s,n)=T_{(n-1)}={\frac {n(n-1)}{2}}.}
Por exemplo, o sexto número heptagonal (81) menos o sexto número hexagonal (66) resulta no quinto número triangular (15) - partindo do ponto de que o primeiro número triangular é 1.     
- Conhecendo os números triangulares, é possível contar qualquer número poligonal centrado; o n-ésimo número k-gonal é obtido pela fórmula:

{\displaystyle Ck_{n}=kT_{(n-1)}+1},sendo {\displaystyle T}um número triangular.
- Outra relação com números figurados é: a diferença entre dois números triangulares é um número trapezoidal.

## Outras propriedades
- Números triangulares são o caso de primeiro grau da fórmula de Faulhaber.

- Números triangulares alternantes (1, 6, 15, 28, ...) são números hexagonais.

- Todo número perfeito é triangular (e também hexagonal) e pode ser obtido pela fórmula:

{\displaystyle M_{p}2^{(p-1)}={\frac {M_{p}(M_{p}+1)}{2}}=T_{M_{p}}}, onde p é um primo de Mersenne. Não se conhece nenhum número ímpar perfeito, portanto todos os números perfeitos pares são triangulares.
- Na base 10, a raiz digital de um número triangular {\displaystyle \neq 0} é sempre 1, 3, 6 ou 9. Consequentemente todo número triangular ou é divisível por 3 ou tem resto 1 quando divido por 9.

0 = 9 × 0
1 = 9 × 0 + 1
3 = 9 × 0 + 3
6 = 9 × 0 + 6
10 = 9 × 1 + 1
15 = 9 × 1 + 6
21 = 9 × 2 + 3
28 = 9 × 3 + 1
36 = 9 × 4
45 = 9 × 5
55 = 9 × 6 + 1
66 = 9 × 7 + 3
78 = 9 × 8 + 6
91 = 9 × 10 + 1
…
Se um número triangular não é divisível por 3, existe uma propriedade mais específica que mostra que ao ser divido por 27, este número terá resto 1, ou ao ser divido por 81, este número terá resto 10.
- O padrão que a raiz digital dos números triangulares obedece se repete a cada nove termos, como foi mostrado acima: "1, 3, 6, 1, 6, 3, 1, 9, 9".

O contrário da primeira afirmação nem sempre é verdadeiro. O número 12, por exemplo, não é triangular, mas é divisível por 3 e tem raiz digital 3.
- Se x é um número triangular, então ax + b também é triangular, sendo a um número quadrado ímpar e sendo b = ⁠a − 1/8⁠, b sempre será um número triangular, pois {\displaystyle 8T_{n}+1=(2n+1)^{2}}, o que implica que todos os quadrados ímpares são revelados pela multiplicação de um número triangular por 8, adicionando-se 1.

Os primeiros pares dessa forma (excetuando-se 1x + 0) são: 9x + 1, 25x + 3, 49x + 6, 81x + 10, 121x + 15, 169x + 21, ...etc. Dado
x = {\textstyle T_{n}}, essas fórmulas geram T3n + 1, T5n + 2, T7n + 3, T9n + 4, e assim por diante.
- A soma dos recíprocos de todos números triangulares diferentes de zero é:

{\displaystyle \!\ \sum _{n=1}^{\infty }{1 \over {{n^{2}+n} \over 2}}=2\sum _{n=1}^{\infty }{1 \over {n^{2}+n}}=2.}
Isso pode ser mostrado pela soma de uma série telescópica:
{\displaystyle \!\ \sum _{n=1}^{\infty }{1 \over {n(n+1)}}=1.}
- Outras duas fórmulas relativas aos números triangulares são:

{\displaystyle T_{a+b}=T_{a}+T_{b}+ab}
e
{\displaystyle T_{ab}=T_{a}T_{b}+T_{a-1}T_{b-1},}
que podem ser estabelecidas ao se observar um padrão de pontos (ver acima) ou algebricamente.
- Em 1796, o matemático alemão, Carl Friedrich Gauss, descobriu que todo inteiro positivo pode ser representado pela soma de três números triangulares (possivelmente incluindo T0 = 0), escrevendo em seu diário suas famosas palavras "ΕΥΡΗΚΑ! num = Δ + Δ + Δ". Perceba que o teorema não implica que os números sejam diferentes ou que a solução com três números diferentes de zero deva existir. Esse é um caso do teorema do número poligonal de Fermat.

- O maior número triangular da forma 2k − 1 é 4095 (ver Equação de Ramanujan-Nagell).

- Wacław Franciszek Sierpiński propôs a pergunta da existência de quatro números triangulares em progressão geométrica. O matemático polonês Kazimierz Szymiczek conjecturou que a existência desses números seria impossível; em 2007 a conjectura foi provada por Fang e Chen.[6][7]

- Fórmulas que envolvem um inteiro como a soma de números triangulares estão conectadas pela função teta, em particular a função teta de Ramanujan.[8]

## Aplicações
O número triangular {\displaystyle T_{n}}resolve o problema do aperto de mão, que pergunta o número de apertos de mão em uma sala com n + 1 pessoas, sendo que cada pessoa cumprimenta outra apenas uma vez.
Um modo de se calcular a depreciação de um ativo é o método da soma dos algarismos dos anos, que envolve encontrar Tn , sendo n os anos de vida útil do ativo. Cada ano o item perde (b − s) × ⁠n − y/Tn⁠ , onde b é o valor inicial do item, s é o valor de salvamento final, n a vida útil do item, e y o ano na tabela de depreciação.Usando este método, um item com n = 4 anos irá perder {\textstyle {\frac {4}{10}}}do seu valor "perdível" no primeiro ano, {\textstyle {\frac {3}{10}}}no segundo, {\textstyle {\frac {2}{10}}} no ano seguinte e {\textstyle {\frac {1}{10}}}no último ano, totalizando uma depreciação total de {\textstyle {\frac {10}{10}}}do seu valor perdível.

## Raízes triangulares e teste de identificação
Por analogia à raiz quadrada de x, é possível definir a raiz triangular positiva de x desde que este seja um número triangular {\displaystyle T_{n}=x:}
{\displaystyle \qquad n={\frac {{\sqrt {8x+1}}-1}{2}}}
que deriva do algoritmo de resolução de equações quadráticas. Logo, um inteiro x é triangular se e somente se 8x + 1 for um quadrado. De modo equivalente, se a raiz triangular positiva n de x for um número inteiro, então x é o n-ésimo número triangular.